# Ligue des champions de l'AFC 2007
 (décembre 2023).
Si vous disposez d'ouvrages ou d'articles de référence ou si vous connaissez des sites web de qualité traitant du thème abordé ici, merci de compléter l'article en donnant les références utiles à sa vérifiabilité et en les liant à la section « Notes et références ».
Navigation
Édition précédente Édition suivante
La Ligue des champions de l'AFC 2007 est la 26e édition de la Ligue des champions de l'AFC et la 5e édition sous la dénomination Ligue des champions de l'AFC. Le club vainqueur de la compétition est désigné champion d'Asie 2007 et dispute la Coupe du monde des clubs 2007.
C'est le club japonais d'Urawa Red Diamonds qui remporte la compétition après avoir battu la formation iranienne de Sepahan Ispahan en finale. Les deux formations participent là à la première finale internationale de leur histoire. L'attaquant brésilien de Seongnam Ilhwa Chunma Mota est sacré meilleur buteur (avec sept réalisations) tandis que le buteur Yuichiro Nagai remporte le titre de meilleur joueur de la compétition.

## Participants
| Quarts de finale | Quarts de finale | Quarts de finale | Quarts de finale | Quarts de finale | Quarts de finale | Quarts de finale | Quarts de finale | Quarts de finale | Quarts de finale | Quarts de finale | Quarts de finale | Quarts de finale | Quarts de finale | Quarts de finale | Quarts de finale |
| --- | --- | --- | --- | --- | --- | --- | --- | --- | --- | --- | --- | --- | --- | --- | --- |
| - Jeonbuk Hyundai Motors - Tenant du titre | | | | | | | | | | | | | | | |
| Phase de groupes | | | | | | | | | | | | | | | |
| Asie de l'Ouest | Asie de l'Ouest | Asie de l'Ouest | Asie de l'Ouest | Asie de l'Ouest | Asie de l'Ouest | Asie de l'Ouest | Asie de l'Ouest | Asie de l'Est | Asie de l'Est | Asie de l'Est | Asie de l'Est | Asie de l'Est | Asie de l'Est | Asie de l'Est | Asie de l'Est |
| - Esteghlal Teheran - Champion d'Iran 2005-2006 - Sepahan Ispahan - Vainqueur de la Coupe d'Iran 2006 - Al-Zawra'a SC - Champion d'Irak 2005-2006 - Najaf FC - Finaliste du championnat d'Irak 2005-2006 - Al Kuwait Kaifan - Champion du Koweït 2005-2006 - Al Arabi Koweït - Vainqueur de la Coupe du Koweït 2006 - Sadd Sports Club - Champion du Qatar 2005-2006 - Al-Rayyan SC - Vainqueur de la Coupe du Qatar 2006 - Al Shabab Riyad - Champion d'Arabie saoudite 2005-2006 - Al-Hilal FC - Vainqueur de la Coupe d'Arabie saoudite 2006 - Al-Karamah SC - Champion de Syrie 2005-2006 - Al Ittihad Alep - Vainqueur de la Coupe de Syrie 2006 - Al Wahda Abu Dhabi - Champion des Émirats arabes unis 2005-2006 - Al Ain Club - Vainqueur de la Coupe des Émirats arabes unis 2006 - Pakhtakor Tachkent - Champion d'Ouzbékistan 2006 - Neftchi Ferghana - Vice-champion d'Ouzbékistan 2006 | - Esteghlal Teheran - Champion d'Iran 2005-2006 - Sepahan Ispahan - Vainqueur de la Coupe d'Iran 2006 - Al-Zawra'a SC - Champion d'Irak 2005-2006 - Najaf FC - Finaliste du championnat d'Irak 2005-2006 - Al Kuwait Kaifan - Champion du Koweït 2005-2006 - Al Arabi Koweït - Vainqueur de la Coupe du Koweït 2006 - Sadd Sports Club - Champion du Qatar 2005-2006 - Al-Rayyan SC - Vainqueur de la Coupe du Qatar 2006 - Al Shabab Riyad - Champion d'Arabie saoudite 2005-2006 - Al-Hilal FC - Vainqueur de la Coupe d'Arabie saoudite 2006 - Al-Karamah SC - Champion de Syrie 2005-2006 - Al Ittihad Alep - Vainqueur de la Coupe de Syrie 2006 - Al Wahda Abu Dhabi - Champion des Émirats arabes unis 2005-2006 - Al Ain Club - Vainqueur de la Coupe des Émirats arabes unis 2006 - Pakhtakor Tachkent - Champion d'Ouzbékistan 2006 - Neftchi Ferghana - Vice-champion d'Ouzbékistan 2006 | - Esteghlal Teheran - Champion d'Iran 2005-2006 - Sepahan Ispahan - Vainqueur de la Coupe d'Iran 2006 - Al-Zawra'a SC - Champion d'Irak 2005-2006 - Najaf FC - Finaliste du championnat d'Irak 2005-2006 - Al Kuwait Kaifan - Champion du Koweït 2005-2006 - Al Arabi Koweït - Vainqueur de la Coupe du Koweït 2006 - Sadd Sports Club - Champion du Qatar 2005-2006 - Al-Rayyan SC - Vainqueur de la Coupe du Qatar 2006 - Al Shabab Riyad - Champion d'Arabie saoudite 2005-2006 - Al-Hilal FC - Vainqueur de la Coupe d'Arabie saoudite 2006 - Al-Karamah SC - Champion de Syrie 2005-2006 - Al Ittihad Alep - Vainqueur de la Coupe de Syrie 2006 - Al Wahda Abu Dhabi - Champion des Émirats arabes unis 2005-2006 - Al Ain Club - Vainqueur de la Coupe des Émirats arabes unis 2006 - Pakhtakor Tachkent - Champion d'Ouzbékistan 2006 - Neftchi Ferghana - Vice-champion d'Ouzbékistan 2006 | - Esteghlal Teheran - Champion d'Iran 2005-2006 - Sepahan Ispahan - Vainqueur de la Coupe d'Iran 2006 - Al-Zawra'a SC - Champion d'Irak 2005-2006 - Najaf FC - Finaliste du championnat d'Irak 2005-2006 - Al Kuwait Kaifan - Champion du Koweït 2005-2006 - Al Arabi Koweït - Vainqueur de la Coupe du Koweït 2006 - Sadd Sports Club - Champion du Qatar 2005-2006 - Al-Rayyan SC - Vainqueur de la Coupe du Qatar 2006 - Al Shabab Riyad - Champion d'Arabie saoudite 2005-2006 - Al-Hilal FC - Vainqueur de la Coupe d'Arabie saoudite 2006 - Al-Karamah SC - Champion de Syrie 2005-2006 - Al Ittihad Alep - Vainqueur de la Coupe de Syrie 2006 - Al Wahda Abu Dhabi - Champion des Émirats arabes unis 2005-2006 - Al Ain Club - Vainqueur de la Coupe des Émirats arabes unis 2006 - Pakhtakor Tachkent - Champion d'Ouzbékistan 2006 - Neftchi Ferghana - Vice-champion d'Ouzbékistan 2006 | - Esteghlal Teheran - Champion d'Iran 2005-2006 - Sepahan Ispahan - Vainqueur de la Coupe d'Iran 2006 - Al-Zawra'a SC - Champion d'Irak 2005-2006 - Najaf FC - Finaliste du championnat d'Irak 2005-2006 - Al Kuwait Kaifan - Champion du Koweït 2005-2006 - Al Arabi Koweït - Vainqueur de la Coupe du Koweït 2006 - Sadd Sports Club - Champion du Qatar 2005-2006 - Al-Rayyan SC - Vainqueur de la Coupe du Qatar 2006 - Al Shabab Riyad - Champion d'Arabie saoudite 2005-2006 - Al-Hilal FC - Vainqueur de la Coupe d'Arabie saoudite 2006 - Al-Karamah SC - Champion de Syrie 2005-2006 - Al Ittihad Alep - Vainqueur de la Coupe de Syrie 2006 - Al Wahda Abu Dhabi - Champion des Émirats arabes unis 2005-2006 - Al Ain Club - Vainqueur de la Coupe des Émirats arabes unis 2006 - Pakhtakor Tachkent - Champion d'Ouzbékistan 2006 - Neftchi Ferghana - Vice-champion d'Ouzbékistan 2006 | - Esteghlal Teheran - Champion d'Iran 2005-2006 - Sepahan Ispahan - Vainqueur de la Coupe d'Iran 2006 - Al-Zawra'a SC - Champion d'Irak 2005-2006 - Najaf FC - Finaliste du championnat d'Irak 2005-2006 - Al Kuwait Kaifan - Champion du Koweït 2005-2006 - Al Arabi Koweït - Vainqueur de la Coupe du Koweït 2006 - Sadd Sports Club - Champion du Qatar 2005-2006 - Al-Rayyan SC - Vainqueur de la Coupe du Qatar 2006 - Al Shabab Riyad - Champion d'Arabie saoudite 2005-2006 - Al-Hilal FC - Vainqueur de la Coupe d'Arabie saoudite 2006 - Al-Karamah SC - Champion de Syrie 2005-2006 - Al Ittihad Alep - Vainqueur de la Coupe de Syrie 2006 - Al Wahda Abu Dhabi - Champion des Émirats arabes unis 2005-2006 - Al Ain Club - Vainqueur de la Coupe des Émirats arabes unis 2006 - Pakhtakor Tachkent - Champion d'Ouzbékistan 2006 - Neftchi Ferghana - Vice-champion d'Ouzbékistan 2006 | - Esteghlal Teheran - Champion d'Iran 2005-2006 - Sepahan Ispahan - Vainqueur de la Coupe d'Iran 2006 - Al-Zawra'a SC - Champion d'Irak 2005-2006 - Najaf FC - Finaliste du championnat d'Irak 2005-2006 - Al Kuwait Kaifan - Champion du Koweït 2005-2006 - Al Arabi Koweït - Vainqueur de la Coupe du Koweït 2006 - Sadd Sports Club - Champion du Qatar 2005-2006 - Al-Rayyan SC - Vainqueur de la Coupe du Qatar 2006 - Al Shabab Riyad - Champion d'Arabie saoudite 2005-2006 - Al-Hilal FC - Vainqueur de la Coupe d'Arabie saoudite 2006 - Al-Karamah SC - Champion de Syrie 2005-2006 - Al Ittihad Alep - Vainqueur de la Coupe de Syrie 2006 - Al Wahda Abu Dhabi - Champion des Émirats arabes unis 2005-2006 - Al Ain Club - Vainqueur de la Coupe des Émirats arabes unis 2006 - Pakhtakor Tachkent - Champion d'Ouzbékistan 2006 - Neftchi Ferghana - Vice-champion d'Ouzbékistan 2006 | - Esteghlal Teheran - Champion d'Iran 2005-2006 - Sepahan Ispahan - Vainqueur de la Coupe d'Iran 2006 - Al-Zawra'a SC - Champion d'Irak 2005-2006 - Najaf FC - Finaliste du championnat d'Irak 2005-2006 - Al Kuwait Kaifan - Champion du Koweït 2005-2006 - Al Arabi Koweït - Vainqueur de la Coupe du Koweït 2006 - Sadd Sports Club - Champion du Qatar 2005-2006 - Al-Rayyan SC - Vainqueur de la Coupe du Qatar 2006 - Al Shabab Riyad - Champion d'Arabie saoudite 2005-2006 - Al-Hilal FC - Vainqueur de la Coupe d'Arabie saoudite 2006 - Al-Karamah SC - Champion de Syrie 2005-2006 - Al Ittihad Alep - Vainqueur de la Coupe de Syrie 2006 - Al Wahda Abu Dhabi - Champion des Émirats arabes unis 2005-2006 - Al Ain Club - Vainqueur de la Coupe des Émirats arabes unis 2006 - Pakhtakor Tachkent - Champion d'Ouzbékistan 2006 - Neftchi Ferghana - Vice-champion d'Ouzbékistan 2006 | - Adelaide United FC - Premiers de la saison régulière du championnat d'Australie 2005-2006 - Sydney FC - Champion d'Australie 2005-2006 - Shandong Luneng Taishan - Champion de Chine 2006 - Shanghai Shenhua - Vice-champion de Chine 2006 - Urawa Red Diamonds - Champion du Japon 2006 - Kawasaki Frontale - Vice-champion du Japon 2006 - Seongnam Ilhwa Chunma - Champion de Corée du Sud 2006 - Chunnam Dragons - Vainqueur de la Coupe de Corée du Sud 2006 - Persik Kediri - Champion d'Indonésie 2006 - Arema Malang - Vainqueur de la Coupe d'Indonésie 2006 - Bangkok University - Champion de Thaïlande 2006 - Gach Dong Tam Long An - Champion du Viêt Nam 2006 | - Adelaide United FC - Premiers de la saison régulière du championnat d'Australie 2005-2006 - Sydney FC - Champion d'Australie 2005-2006 - Shandong Luneng Taishan - Champion de Chine 2006 - Shanghai Shenhua - Vice-champion de Chine 2006 - Urawa Red Diamonds - Champion du Japon 2006 - Kawasaki Frontale - Vice-champion du Japon 2006 - Seongnam Ilhwa Chunma - Champion de Corée du Sud 2006 - Chunnam Dragons - Vainqueur de la Coupe de Corée du Sud 2006 - Persik Kediri - Champion d'Indonésie 2006 - Arema Malang - Vainqueur de la Coupe d'Indonésie 2006 - Bangkok University - Champion de Thaïlande 2006 - Gach Dong Tam Long An - Champion du Viêt Nam 2006 | - Adelaide United FC - Premiers de la saison régulière du championnat d'Australie 2005-2006 - Sydney FC - Champion d'Australie 2005-2006 - Shandong Luneng Taishan - Champion de Chine 2006 - Shanghai Shenhua - Vice-champion de Chine 2006 - Urawa Red Diamonds - Champion du Japon 2006 - Kawasaki Frontale - Vice-champion du Japon 2006 - Seongnam Ilhwa Chunma - Champion de Corée du Sud 2006 - Chunnam Dragons - Vainqueur de la Coupe de Corée du Sud 2006 - Persik Kediri - Champion d'Indonésie 2006 - Arema Malang - Vainqueur de la Coupe d'Indonésie 2006 - Bangkok University - Champion de Thaïlande 2006 - Gach Dong Tam Long An - Champion du Viêt Nam 2006 | - Adelaide United FC - Premiers de la saison régulière du championnat d'Australie 2005-2006 - Sydney FC - Champion d'Australie 2005-2006 - Shandong Luneng Taishan - Champion de Chine 2006 - Shanghai Shenhua - Vice-champion de Chine 2006 - Urawa Red Diamonds - Champion du Japon 2006 - Kawasaki Frontale - Vice-champion du Japon 2006 - Seongnam Ilhwa Chunma - Champion de Corée du Sud 2006 - Chunnam Dragons - Vainqueur de la Coupe de Corée du Sud 2006 - Persik Kediri - Champion d'Indonésie 2006 - Arema Malang - Vainqueur de la Coupe d'Indonésie 2006 - Bangkok University - Champion de Thaïlande 2006 - Gach Dong Tam Long An - Champion du Viêt Nam 2006 | - Adelaide United FC - Premiers de la saison régulière du championnat d'Australie 2005-2006 - Sydney FC - Champion d'Australie 2005-2006 - Shandong Luneng Taishan - Champion de Chine 2006 - Shanghai Shenhua - Vice-champion de Chine 2006 - Urawa Red Diamonds - Champion du Japon 2006 - Kawasaki Frontale - Vice-champion du Japon 2006 - Seongnam Ilhwa Chunma - Champion de Corée du Sud 2006 - Chunnam Dragons - Vainqueur de la Coupe de Corée du Sud 2006 - Persik Kediri - Champion d'Indonésie 2006 - Arema Malang - Vainqueur de la Coupe d'Indonésie 2006 - Bangkok University - Champion de Thaïlande 2006 - Gach Dong Tam Long An - Champion du Viêt Nam 2006 | - Adelaide United FC - Premiers de la saison régulière du championnat d'Australie 2005-2006 - Sydney FC - Champion d'Australie 2005-2006 - Shandong Luneng Taishan - Champion de Chine 2006 - Shanghai Shenhua - Vice-champion de Chine 2006 - Urawa Red Diamonds - Champion du Japon 2006 - Kawasaki Frontale - Vice-champion du Japon 2006 - Seongnam Ilhwa Chunma - Champion de Corée du Sud 2006 - Chunnam Dragons - Vainqueur de la Coupe de Corée du Sud 2006 - Persik Kediri - Champion d'Indonésie 2006 - Arema Malang - Vainqueur de la Coupe d'Indonésie 2006 - Bangkok University - Champion de Thaïlande 2006 - Gach Dong Tam Long An - Champion du Viêt Nam 2006 | - Adelaide United FC - Premiers de la saison régulière du championnat d'Australie 2005-2006 - Sydney FC - Champion d'Australie 2005-2006 - Shandong Luneng Taishan - Champion de Chine 2006 - Shanghai Shenhua - Vice-champion de Chine 2006 - Urawa Red Diamonds - Champion du Japon 2006 - Kawasaki Frontale - Vice-champion du Japon 2006 - Seongnam Ilhwa Chunma - Champion de Corée du Sud 2006 - Chunnam Dragons - Vainqueur de la Coupe de Corée du Sud 2006 - Persik Kediri - Champion d'Indonésie 2006 - Arema Malang - Vainqueur de la Coupe d'Indonésie 2006 - Bangkok University - Champion de Thaïlande 2006 - Gach Dong Tam Long An - Champion du Viêt Nam 2006 | - Adelaide United FC - Premiers de la saison régulière du championnat d'Australie 2005-2006 - Sydney FC - Champion d'Australie 2005-2006 - Shandong Luneng Taishan - Champion de Chine 2006 - Shanghai Shenhua - Vice-champion de Chine 2006 - Urawa Red Diamonds - Champion du Japon 2006 - Kawasaki Frontale - Vice-champion du Japon 2006 - Seongnam Ilhwa Chunma - Champion de Corée du Sud 2006 - Chunnam Dragons - Vainqueur de la Coupe de Corée du Sud 2006 - Persik Kediri - Champion d'Indonésie 2006 - Arema Malang - Vainqueur de la Coupe d'Indonésie 2006 - Bangkok University - Champion de Thaïlande 2006 - Gach Dong Tam Long An - Champion du Viêt Nam 2006 |

## Phase de groupes
Toutes les équipes participantes, à l'exception de Jeonbuk Hyundai Motors qui est directement qualifié pour les quarts de finale, sont réparties dans sept groupes de 4 équipes. Les 16 clubs du Moyen-Orient et d'Asie centrale se retrouvent dans les groupes A, B, C et D. Les 12 équipes d'Australie, d'Asie de l'Est et d'Asie du Sud-Est sont dans les groupes E, F et G.
Les équipes terminant à la première place se qualifient pour les quarts de finale. Chaque groupe se déroule sur la base de matchs aller-retour. Les rencontres ont lieu entre le 7 mars et le 23 mai 2007.

### Groupe A
| Rang | Équipe             | Pts | J | G | N | P | Bp | Bc | Diff |  | Résultats (▼ dom., ► ext.) |     |     |     |     |
| ---- | ------------------ | --- | - | - | - | - | -- | -- | ---- |  | -------------------------- | --- | --- | --- | --- |
| 1    | Al Wahda Abu Dhabi | 13  | 6 | 4 | 1 | 1 | 13 | 6  | +7   |  | Al Wahda Abu Dhabi         |     | 1-1 | 4-1 | 3-0 |
| 2    | Al-Zawra'a SC      | 11  | 6 | 3 | 2 | 1 | 9  | 6  | +3   |  | Al-Zawra'a SC              | 1-2 |     | 3-2 | 0-0 |
| 3    | Al Arabi Koweït    | 7   | 6 | 2 | 1 | 3 | 10 | 12 | -2   |  | Al Arabi Koweït            | 3-2 | 0-1 |     | 1-1 |
| 4    | Al-Rayyan SC       | 2   | 6 | 0 | 2 | 4 | 3  | 11 | -8   |  | Al-Rayyan SC               | 0-1 | 1-3 | 1-3 |     |

### Groupe B
| Rang | Équipe                        | Pts     | J       | G       | N       | P       | Bp      | Bc      | Diff    |  | Résultats (▼ dom., ► ext.) |     |     |     |
| ---- | ----------------------------- | ------- | ------- | ------- | ------- | ------- | ------- | ------- | ------- |  | -------------------------- | --- | --- | --- |
| 1    | Al-Hilal FC                   | 8       | 4       | 2       | 2       | 0       | 5       | 1       | +4      |  | Al-Hilal FC                |     | 2-0 | 1-1 |
| 2    | Pakhtakor Tachkent            | 6       | 4       | 2       | 0       | 2       | 3       | 5       | -2      |  | Pakhtakor Tachkent         | 0-2 |     | 2-1 |
| 3    | Al Kuwait Kaifan              | 2       | 4       | 0       | 2       | 2       | 2       | 4       | -2      |  | Al Kuwait Kaifan           | 0-0 | 0-1 |     |
| 4    | Esteghlal Teheran disqualifié | Forfait | Forfait | Forfait | Forfait | Forfait | Forfait | Forfait | Forfait |  |                            |     |     |     |

- Le club d'Esteghlal Teheran est disqualifié par l'AFC en février pour n'avoir pas transmis à temps le formulaire d'inscription des joueurs participant à la compétition.

### Groupe C
| Rang | Équipe           | Pts | J | G | N | P | Bp | Bc | Diff |  | Résultats (▼ dom., ► ext.) |     |     |     |     |
| ---- | ---------------- | --- | - | - | - | - | -- | -- | ---- |  | -------------------------- | --- | --- | --- | --- |
| 1    | Al-Karamah SC    | 11  | 6 | 3 | 2 | 1 | 11 | 7  | +4   |  | Al-Karamah SC              |     | 2-0 | 1-1 | 2-1 |
| 2    | Neftchi Ferghana | 10  | 6 | 3 | 1 | 2 | 6  | 7  | -1   |  | Neftchi Ferghana           | 2-1 |     | 1-1 | 2-1 |
| 3    | Najaf FC         | 8   | 6 | 2 | 2 | 2 | 9  | 8  | +1   |  | Najaf FC                   | 2-4 | 0-1 |     | 1-0 |
| 4    | Sadd Sports Club | 4   | 6 | 1 | 1 | 4 | 6  | 10 | -4   |  | Sadd Sports Club           | 1-1 | 2-0 | 1-4 |     |

### Groupe D
| Rang | Équipe          | Pts | J | G | N | P | Bp | Bc | Diff |  | Résultats (▼ dom., ► ext.) |     |     |     |     |
| ---- | --------------- | --- | - | - | - | - | -- | -- | ---- |  | -------------------------- | --- | --- | --- | --- |
| 1    | Sepahan Ispahan | 13  | 6 | 4 | 1 | 1 | 12 | 5  | +7   |  | Sepahan Ispahan            |     | 1-0 | 1-1 | 2-1 |
| 2    | Al Shabab Riyad | 10  | 6 | 3 | 1 | 2 | 9  | 3  | +6   |  | Al Shabab Riyad            | 0-1 |     | 2-0 | 4-0 |
| 3    | Al Ain Club     | 6   | 6 | 1 | 3 | 2 | 5  | 8  | -3   |  | Al Ain Club                | 3-2 | 0-2 |     | 1-1 |
| 4    | Al Ittihad Alep | 3   | 6 | 0 | 3 | 3 | 3  | 13 | -10  |  | Al Ittihad Alep            | 0-5 | 1-1 | 0-0 |     |

### Groupe E
| Rang | Équipe             | Pts | J | G | N | P | Bp | Bc | Diff |  | Résultats (▼ dom., ► ext.) |     |     |     |     |
| ---- | ------------------ | --- | - | - | - | - | -- | -- | ---- |  | -------------------------- | --- | --- | --- | --- |
| 1    | Urawa Red Diamonds | 10  | 6 | 2 | 4 | 0 | 9  | 5  | +4   |  | Urawa Red Diamonds         |     | 0-0 | 3-0 | 1-0 |
| 2    | Sydney FC          | 9   | 6 | 2 | 3 | 1 | 8  | 5  | +3   |  | Sydney FC                  | 2-2 |     | 3-0 | 0-0 |
| 3    | Persik Kediri      | 7   | 6 | 2 | 1 | 3 | 6  | 16 | -10  |  | Persik Kediri              | 3-3 | 2-1 |     | 1-0 |
| 4    | Shanghai Shenhua   | 5   | 6 | 1 | 2 | 3 | 7  | 4  | +3   |  | Shanghai Shenhua           | 0-0 | 1-2 | 6-0 |     |

### Groupe F
| Rang | Équipe             | Pts | J | G | N | P | Bp | Bc | Diff |  | Résultats (▼ dom., ► ext.) |     |     |     |     |
| ---- | ------------------ | --- | - | - | - | - | -- | -- | ---- |  | -------------------------- | --- | --- | --- | --- |
| 1    | Kawasaki Frontale  | 16  | 6 | 5 | 1 | 0 | 15 | 4  | +11  |  | Kawasaki Frontale          |     | 3-0 | 3-0 | 1-1 |
| 2    | Chunnam Dragons    | 10  | 6 | 3 | 1 | 2 | 7  | 8  | -1   |  | Chunnam Dragons            | 1-3 |     | 2-0 | 3-2 |
| 3    | Arema Malang       | 4   | 6 | 1 | 1 | 4 | 2  | 9  | -7   |  | Arema Malang               | 1-3 | 0-1 |     | 1-0 |
| 4    | Bangkok University | 3   | 6 | 0 | 3 | 3 | 4  | 7  | -3   |  | Bangkok University         | 1-2 | 0-0 | 0-0 |     |

### Groupe G
| Rang | Équipe                  | Pts | J | G | N | P | Bp | Bc | Diff |  | Résultats (▼ dom., ► ext.) |     |     |     |     |
| ---- | ----------------------- | --- | - | - | - | - | -- | -- | ---- |  | -------------------------- | --- | --- | --- | --- |
| 1    | Seongnam Ilhwa Chunma   | 13  | 6 | 4 | 1 | 1 | 13 | 6  | +7   |  | Seongnam Ilhwa Chunma      |     | 3-0 | 1-0 | 4-1 |
| 2    | Shandong Luneng Taishan | 13  | 6 | 4 | 1 | 1 | 12 | 8  | +4   |  | Shandong Luneng Taishan    | 2-1 |     | 2-2 | 4-0 |
| 3    | Adelaide United FC      | 8   | 6 | 2 | 2 | 2 | 9  | 6  | +3   |  | Adelaide United FC         | 2-2 | 0-1 |     | 3-0 |
| 4    | Gach Dong Tam Long An   | 0   | 6 | 0 | 0 | 6 | 4  | 18 | -14  |  | Gach Dong Tam Long An      | 1-2 | 2-3 | 0-2 |     |

- Seongnam Ilhwa Chunma devance Shandong Luneng Taishan grâce à une meilleure différence de buts particulière.

## Phase finale à élimination directe
|  | Quarts de finale        | Quarts de finale        | Quarts de finale        | Quarts de finale        |                       |                       | Demi-finales         | Demi-finales         | Demi-finales         | Demi-finales         |  |  | Finale                | Finale                | Finale                | Finale                |
|  |                         |                         |                         |                         |                       |                       |                      |                      |                      |                      |  |  |                       |                       |                       |                       |
|  | 19 et 26 septembre 2007 | 19 et 26 septembre 2007 | 19 et 26 septembre 2007 | 19 et 26 septembre 2007 |                       |                       | 3 et 24 octobre 2007 | 3 et 24 octobre 2007 | 3 et 24 octobre 2007 | 3 et 24 octobre 2007 |  |  | 7 et 14 novembre 2007 | 7 et 14 novembre 2007 | 7 et 14 novembre 2007 | 7 et 14 novembre 2007 |
|  | 19 et 26 septembre 2007 | 19 et 26 septembre 2007 | 19 et 26 septembre 2007 | 19 et 26 septembre 2007 |                       |                       | 3 et 24 octobre 2007 | 3 et 24 octobre 2007 | 3 et 24 octobre 2007 | 3 et 24 octobre 2007 |  |  | 7 et 14 novembre 2007 | 7 et 14 novembre 2007 | 7 et 14 novembre 2007 | 7 et 14 novembre 2007 |
|  | Sepahan Ispahan tab     | Sepahan Ispahan tab     | 0                       | 0 (5)                   |                       |                       | 3 et 24 octobre 2007 | 3 et 24 octobre 2007 | 3 et 24 octobre 2007 | 3 et 24 octobre 2007 |  |  | 7 et 14 novembre 2007 | 7 et 14 novembre 2007 | 7 et 14 novembre 2007 | 7 et 14 novembre 2007 |
|  | Sepahan Ispahan tab     | Sepahan Ispahan tab     | 0                       | 0 (5)                   |                       |                       | 3 et 24 octobre 2007 | 3 et 24 octobre 2007 | 3 et 24 octobre 2007 | 3 et 24 octobre 2007 |  |  | 7 et 14 novembre 2007 | 7 et 14 novembre 2007 | 7 et 14 novembre 2007 | 7 et 14 novembre 2007 |
|  | Kawasaki Frontale       | Kawasaki Frontale       | 0                       | 0 (4)                   |                       |                       | 3 et 24 octobre 2007 | 3 et 24 octobre 2007 | 3 et 24 octobre 2007 | 3 et 24 octobre 2007 |  |  | 7 et 14 novembre 2007 | 7 et 14 novembre 2007 | 7 et 14 novembre 2007 | 7 et 14 novembre 2007 |
|  | Kawasaki Frontale       | Kawasaki Frontale       | 0                       | 0 (4)                   | Sepahan Ispahan       | Sepahan Ispahan       | 3                    | 0                    |                      |                      |  |  | 7 et 14 novembre 2007 | 7 et 14 novembre 2007 | 7 et 14 novembre 2007 | 7 et 14 novembre 2007 |
|  | 19 et 26 septembre 2007 |                         |                         |                         | Sepahan Ispahan       | Sepahan Ispahan       | 3                    | 0                    |                      |                      |  |  | 7 et 14 novembre 2007 | 7 et 14 novembre 2007 | 7 et 14 novembre 2007 | 7 et 14 novembre 2007 |
|  |                         |                         | Al Wahda Abu Dhabi      | Al Wahda Abu Dhabi      | 1                     | 0                     |                      |                      |                      |                      |  |  | 7 et 14 novembre 2007 | 7 et 14 novembre 2007 | 7 et 14 novembre 2007 | 7 et 14 novembre 2007 |
|  | Al Wahda Abu Dhabi      | Al Wahda Abu Dhabi      | Al Wahda Abu Dhabi      | Al Wahda Abu Dhabi      | 1                     | 0                     | 0                    | 1                    |                      |                      |  |  | 7 et 14 novembre 2007 | 7 et 14 novembre 2007 | 7 et 14 novembre 2007 | 7 et 14 novembre 2007 |
|  | Al Wahda Abu Dhabi      | Al Wahda Abu Dhabi      | 3 et 24 octobre 2007    |                         |                       |                       | 0                    | 1                    |                      |                      |  |  | 7 et 14 novembre 2007 | 7 et 14 novembre 2007 | 7 et 14 novembre 2007 | 7 et 14 novembre 2007 |
|  | Al-Hilal FC             | Al-Hilal FC             | 0                       | 1                       |                       |                       |                      |                      |                      |                      |  |  | 7 et 14 novembre 2007 | 7 et 14 novembre 2007 | 7 et 14 novembre 2007 | 7 et 14 novembre 2007 |
|  | Al-Hilal FC             | Al-Hilal FC             | 0                       | 1                       | Sepahan Ispahan       | Sepahan Ispahan       | 1                    | 0                    |                      |                      |  |  |                       |                       |                       |                       |
|  | 19 et 26 septembre 2007 |                         |                         |                         | Sepahan Ispahan       | Sepahan Ispahan       | 1                    | 0                    |                      |                      |  |  |                       |                       |                       |                       |
|  |                         |                         | Urawa Red Diamonds      | Urawa Red Diamonds      | 1                     | 2                     |                      |                      |                      |                      |  |  |                       |                       |                       |                       |
|  | Seongnam Ilhwa Chunma   | Seongnam Ilhwa Chunma   | Urawa Red Diamonds      | Urawa Red Diamonds      | 1                     | 2                     | 2                    | 2                    |                      |                      |  |  |                       |                       |                       |                       |
|  | Seongnam Ilhwa Chunma   | Seongnam Ilhwa Chunma   |                         |                         |                       |                       |                      |                      |                      |                      |  |  |                       |                       |                       |                       |
|  | Al-Karamah SC           | Al-Karamah SC           | 1                       | 0                       |                       |                       |                      |                      |                      |                      |  |  |                       |                       |                       |                       |
|  | Al-Karamah SC           | Al-Karamah SC           | 1                       | 0                       | Seongnam Ilhwa Chunma | Seongnam Ilhwa Chunma | 2                    | 2 (3)                |                      |                      |  |  |                       |                       |                       |                       |
|  | 19 et 26 septembre 2007 |                         |                         |                         | Seongnam Ilhwa Chunma | Seongnam Ilhwa Chunma | 2                    | 2 (3)                |                      |                      |  |  |                       |                       |                       |                       |
|  |                         |                         | Urawa Red Diamonds tab  | Urawa Red Diamonds tab  | 2                     | 2 (5)                 |                      |                      |                      |                      |  |  |                       |                       |                       |                       |
|  | Urawa Red Diamonds      | Urawa Red Diamonds      | Urawa Red Diamonds tab  | Urawa Red Diamonds tab  | 2                     | 2 (5)                 | 2                    | 2                    |                      |                      |  |  |                       |                       |                       |                       |
|  | Urawa Red Diamonds      | Urawa Red Diamonds      |                         |                         |                       |                       |                      | 2                    |                      |                      |  |  |                       |                       |                       |                       |
|  | Jeonbuk Hyundai MotorsT | Jeonbuk Hyundai MotorsT | 1                       | 0                       |                       |                       |                      |                      |                      |                      |  |  |                       |                       |                       |                       |
|  | Jeonbuk Hyundai MotorsT | Jeonbuk Hyundai MotorsT | 1                       | 0                       |                       |                       |                      |                      |                      |                      |  |  |                       |                       |                       |                       |
|  |                         |                         |                         |                         |                       |                       |                      |                      |                      |                      |  |  |                       |                       |                       |                       |

### Finale
| 7 novembre 2007 | Sepahan Ispahan | 1 - 1 | Urawa Red Diamonds | Foolad Shahr Stadium, Ispahan                           |                                                         |
| 16:00           | Karimi 47e      |       | 45e Ponte          | Spectateurs : 30 000 Arbitrage : Subkhiddin Mohd Salleh | Spectateurs : 30 000 Arbitrage : Subkhiddin Mohd Salleh |

| 14 novembre 2007 | Urawa Red Diamonds  | 2 - 0 | Sepahan Ispahan | Stade Saitama 2002, Saitama                      |                                                  |
| 19:20            | Nagai 22e · Abe 71e |       |                 | Spectateurs : 59 034 Arbitrage : Ravshan Irmatov | Spectateurs : 59 034 Arbitrage : Ravshan Irmatov |

| Ligue des champions de l'AFC Vainqueur 2007 |
| ------------------------------------------- |
| Drapeau du Japon                            |
| Urawa Red Diamonds Premier titre            |